# انتخابات سراسری هند (۱۹۹۱)
 انتخابات عمومی در سال ۱۹۹۱ در هند برای برگزاری انتخاب اعضای دهکده لک صبحا برگزار شد. نتیجه انتخابات این بود که هیچ حزبی نمی‌توانست اکثریت را به دست آورد، به این ترتیب، دولت جدید (کنگره ملی هند با کمک احزاب چپ) تشکیل شد و در ۵ سال آینده یک دولت باثبات تحت پیمان جدید نخست‌وزیر ایجاد شد. ناراسماخا رائو.

## پس زمینه
انتخابات عمومی سال ۱۹۹۱ در کشور برگزار شد، چرا که Lok Sabha قبل از آن فقط ۱۶ ماه پس از تشکیل دولت حل و فصل شد. انتخابات در یک محیط قطبی برگزار شد و همچنین پس از دو مورد مهم از نظرسنجی، مأموریت ماندال کمیته و مسئله رام جانمبوهومی- بابری مسجد به عنوان انتخابات ماندال ماندیر اشاره شده‌است.

### مندل-Mandir موضوع
در حالی که گزارش کمیسیون ماندال که توسط دولت ویپینگ سینگ اجرا شده بود، ۲۷ درصد مخارج را در اختیار سایر مؤسسات عقب مانده (OBCs) در شغل‌های دولتی گذاشت و این امر موجب خشونت و تظاهرات گسترده در سراسر کشور گردید. مندیار نماینده این انتخابات بود، جایی که بحث در مورد ساختار بحث‌برانگیز Masjid در Ayodhya بود، که حزب Bharatiya Janata به عنوان مانیفست انتخابی خود را استفاده می‌شود.
این Mandir موضوع منجر به شورش‌های متعدد در بسیاری از نقاط کشور و مردم شد قطبی در طبقه مذهبی و خطوط. با جبهه ملی بود و در حال سقوط از هم جدا کنگره موفق به ساخت بسیاری از قطبی شدن با گرفتن کرسی‌های بیشتر و تشکیل یک دولت اقلیت است.

### راجیو گاندی ترور
یک روز پس از اولین دور رای‌گیری در تاریخ ۲۰ ماه مه، نخست‌وزیر سابق راجو گاندی در هنگام مبارزات انتخاباتی برای Margtamam Chandrasekar در Sriperembudur ترور شد. روزهای باقی مانده انتخابات تا اواسط ماه ژوئن به تعویق افتاد و رای‌گیری در نهایت در روزهای ۱۲ و ۱۵ ژوئن برگزار شد. رأی‌گیری کمترین میزان انتخابات پارلمانی را داشت و تنها ۵۳ درصد از رای‌دهندگان حق انتخاب رأی داشتند.
پس از ترور صورت گرفت و پس از اولین مرحله از رای‌گیری در ۲۱۱ ۵۳۴ حوزه و تعادل در حوزه رفت و به پای صندوق‌های رای پس از ترور سال ۱۹۹۱ نتایج متنوع تا حد زیادی بین فاز. کنگره حزب را ضعیف در قبل از ترور حوزه و جاروب پست-ترور حوزه است. نتیجه نهایی این بود که یک اقلیت کنگره-رهبری دولت به رهبری P. V. Narasimha Raoیک سیاستمدار بود که اعلام بازنشستگی خود را از سیاست است.

### جامو و کشمیر، Punjab
هیچ انتخابی در جامو و کشمیر و پنجاب، در مجموع ۱۹ صندلی لک سباخ برگزار نشد.

## نتایج
| Lok Sabha elections 1991 Electoral participation: 55,71%. No elections held in Jammu and Kashmir. In Punjab elections were held in 1992. | Lok Sabha elections 1991 Electoral participation: 55,71%. No elections held in Jammu and Kashmir. In Punjab elections were held in 1992. | %     | Won (total 545) |
| --- | --- | ----- | --------------- |
| Janata Dal | JD | ۱۱٫۷۷ | ۶۹              |
| Communist Party of India (Marxist) | CPI(M) | ۶٫۱۴  | ۳۵              |
| Communist Party of India | CPI | ۲٫۴۸  | ۱۴              |
| Indian Congress (Socialist) | IC(S) | ۰٫۳۵  | ۱               |
| Indian National Congress | INC | ۳۵٫۶۶ | ۲۴۴             |
| Bharatiya Janata Party | BJP | ۲۰٫۰۴ | ۱۲۰             |
| Janata Dal (Secular) | JD | ۰٬۰   | ۰               |
| Janata Party | JP | ۳٫۳۴  | ۵               |
| Lok Dal | LD | ۰٫۰۶  | ۰               |
| All India Anna Dravida Munnetra Kazhagam                                                                                                 | AIADMK | ۱٫۶۱  | ۱۱              |
| All India Forward Bloc | AIFB | ۰٫۴۱  | ۳               |
| Asom Gana Parishad | AGP | ۰٫۵۴  | ۱               |
| Bahujan Samaj Party | BSP | ۱٫۸   | ۳               |
| Indian Union Muslim League | MUL | ۰٫۳   | ۲               |
| Jammu & Kashmir Panthers Party | JPP | ۰٬۰   | ۰               |
| Jharkhand Mukti Morcha | JMM | ۰٫۵۳  | ۶               |
| Kerala Congress (Mani) | KC(M) | ۰٫۱۴  | ۱               |
| Manipur Peoples Party | MPP | ۰٫۰۶  | ۱               |
| Nagaland Peoples Council | NPC | ۰٫۱۲  | ۱               |
| Revolutionary Socialist Party | RSP | ۰٫۶۳  | ۵               |
| Shiv Sena | SS | ۰٫۷۹  | ۴               |
| Sikkim Sangram Parishad | SSP | ۰٫۰۴  | ۱               |
| Telugu Desam Party | TDP | ۲٫۹۶  | ۱۳              |
| United Minorities Front, Assam | UMFA | ۰٫۰۷  | ۱               |
| All India Majlis-e-Ittehadul Muslimen | AIMIM | ۰٫۱۶  | ۱               |
| Autonomous State Demand Committee | ASDC | ۰٫۵   | ۱               |
| Haryana Vikas Party | HVP | ۰٫۱۲  | ۱               |
| Janata Dal (Gujarat) | JD(G) | ۰٫۵   | ۱               |
| Independents | - | ۴٫۰۱  | ۱               |
| Nominated Anglo-Indians | - | -     | ۲               |

- سابق خانهو وزیر امور خارجه P. V. Narasimha Rao.
- وزیر ماهاراشترا Sharad Pawar.
- سابق وزیر، Madhya Pradesh آرجون سینگ.
- سابق داراییو وزیر امور خارجه N. D. Tiwari.[۱]

کنگره در نهایت تشکیل دولت تحت نخست Ministership از P. V. Narasimha Rao. پس از Lal Bahadur Shastri, رائو شد دومین کنگره نخست‌وزیر از خارج از نهرو-گاندی خانواده و اولین کنگره نخست‌وزیر به رئیس یک دولت اقلیت است که تکمیل کامل ۵ سال مدت است. او در معرفی اصلاحات اقتصادی در هند است.